# 芮玄
芮玄（？—226年），字文表，三國時期孫吳將領。芮祉之子。

## 生平
其兄芮良隨孫策平江東，孫策任其為會稽東部都尉，芮良死後，芮玄領芮良兵，拜奮武中郎將，因功被封溧陽侯。芮玄逝世後，改由潘濬統領其軍隊。
孫權欲為子孫登娶妻子，群臣皆以芮良、芮玄、芮祉以德義文武顯名三世，而推薦芮玄之女，於是芮氏被聘娶為妃。
226年芮玄去世，孙权非常怜惜。